# Socket 423
Socket 423 — роз'єм для мікропроцесорів, використовувався у перших моделях процесорів Pentium 4, що базується на ядрі Willamette. Використовувався дуже малий проміжок часу, оскільки у наслідок своїх конструктивних особливостей не підтримував процесори з тактовою частотою вищою за 2.0 GHz. Компанія Intel виготовляла чіпи, що використовували цей роз'єм менше року, з листопада 2000 до серпня 2001 року. Був замінений роз'ємом Socket 478.
«PowerLeap PL-P4/N» — спеціальний адаптер, який дозволяв на гнізді Socket 423 використовувати процесори, розроблені для гнізда Socket 478.